# Jean-Paul Driot
Jean-Paul Driot, né le 7 octobre 1950 à Sainte-Sigolène (Haute-Loire) et mort le 3 août 2019 à Paris,, est une personnalité française du sport automobile, cofondateur de l'écurie DAMS avec l'ancien pilote de Formule 1 René Arnoux.

## Biographie
Après avoir monté en 1986 avec le journaliste sportif Gilles Gaignault l'écurie de Formule 3000 GDBA Motorsports, Jean-Paul Driot fonde en 1988 avec René Arnoux l'écurie DAMS, engagée dans le championnat international de Formule 3000 dès l'année suivante.
En 2005, à la suite du lancement du championnat A1 Grand Prix, il se porte acquéreur de la franchise A1 Team France.
En 2014, il fonde l'écurie Renault e.dams, en partenariat avec Alain Prost, et s'engage dans le championnat de Formule E.
Il meurt début août 2019 des suites d'une longue maladie.